# Zúñiga (Navarra)
Zúñiga (baskisch Eztuinega) ist ein nordspanisches Dorf und eine Gemeinde (municipio) mit 82 Einwohnern (Stand: 2024) im Süden der Autonomen Gemeinschaft Navarra.

## Lage und Klima
Zúñiga liegt gut 53 km (Fahrtstrecke) westsüdwestlich von Pamplona bzw. ca. 28 km nordnordöstlich von Logroño in einer Höhe von ca. 575 m am Ega. Das Klima ist gemäßigt bis warm; Regen fällt überwiegend im Winterhalbjahr.

## Bevölkerungsentwicklung
| Jahr      | 1970 | 1981 | 1991 | 2001 | 2011 | 2021 |
| Einwohner | 204  | 145  | 123  | 111  | 109  | 78   |

## Sehenswürdigkeiten

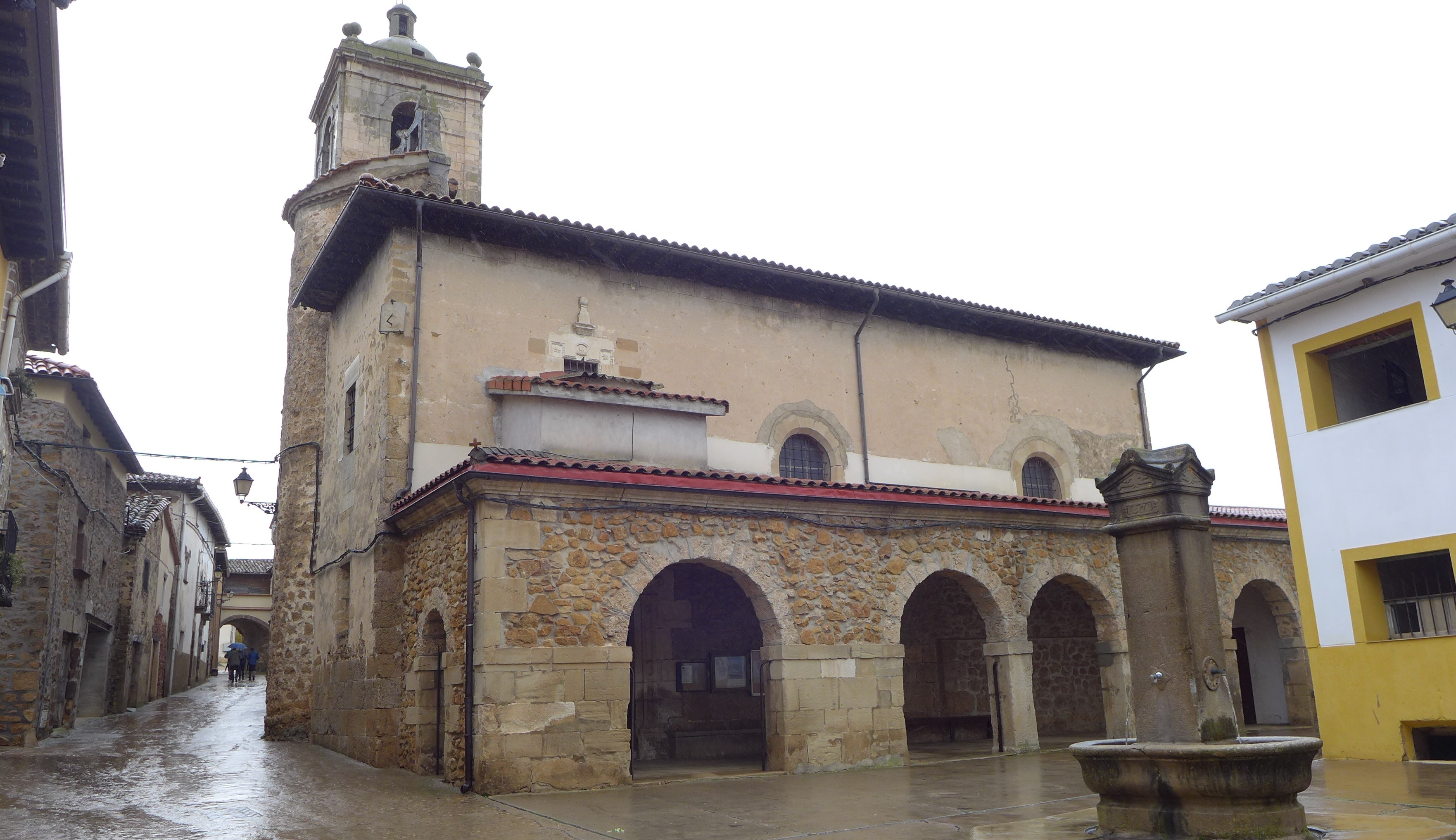
Marienkirche
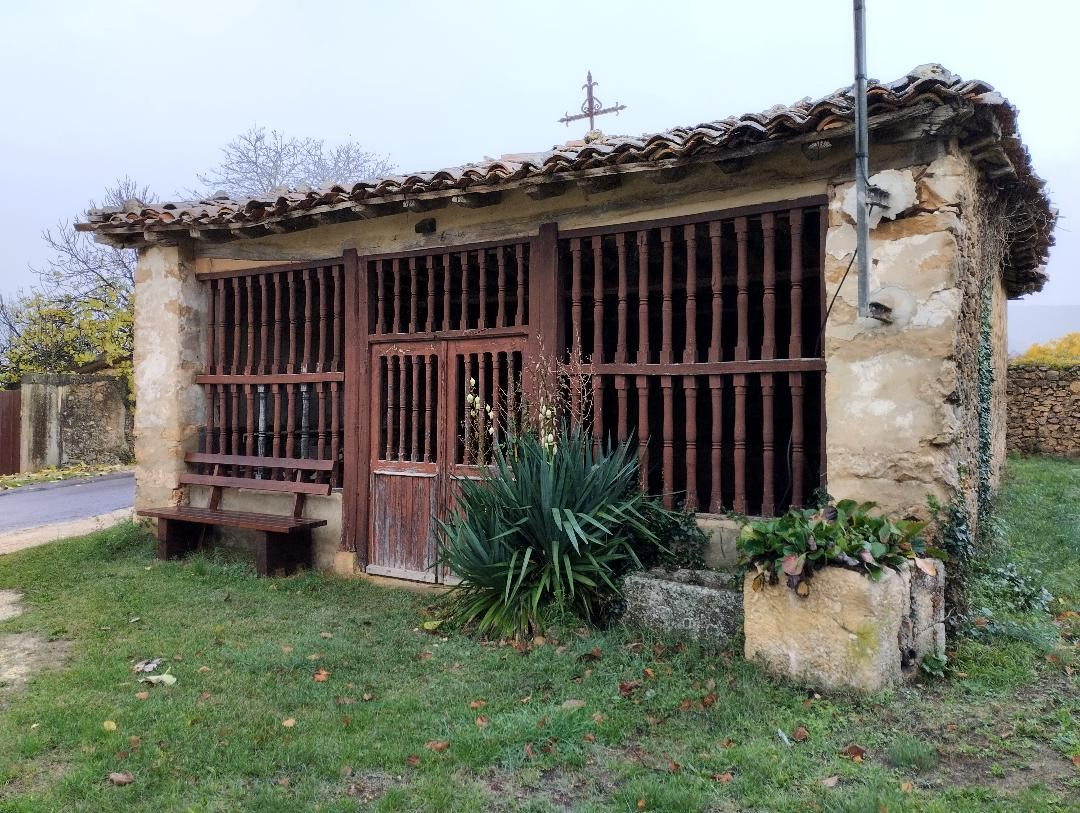
Christuskapelle
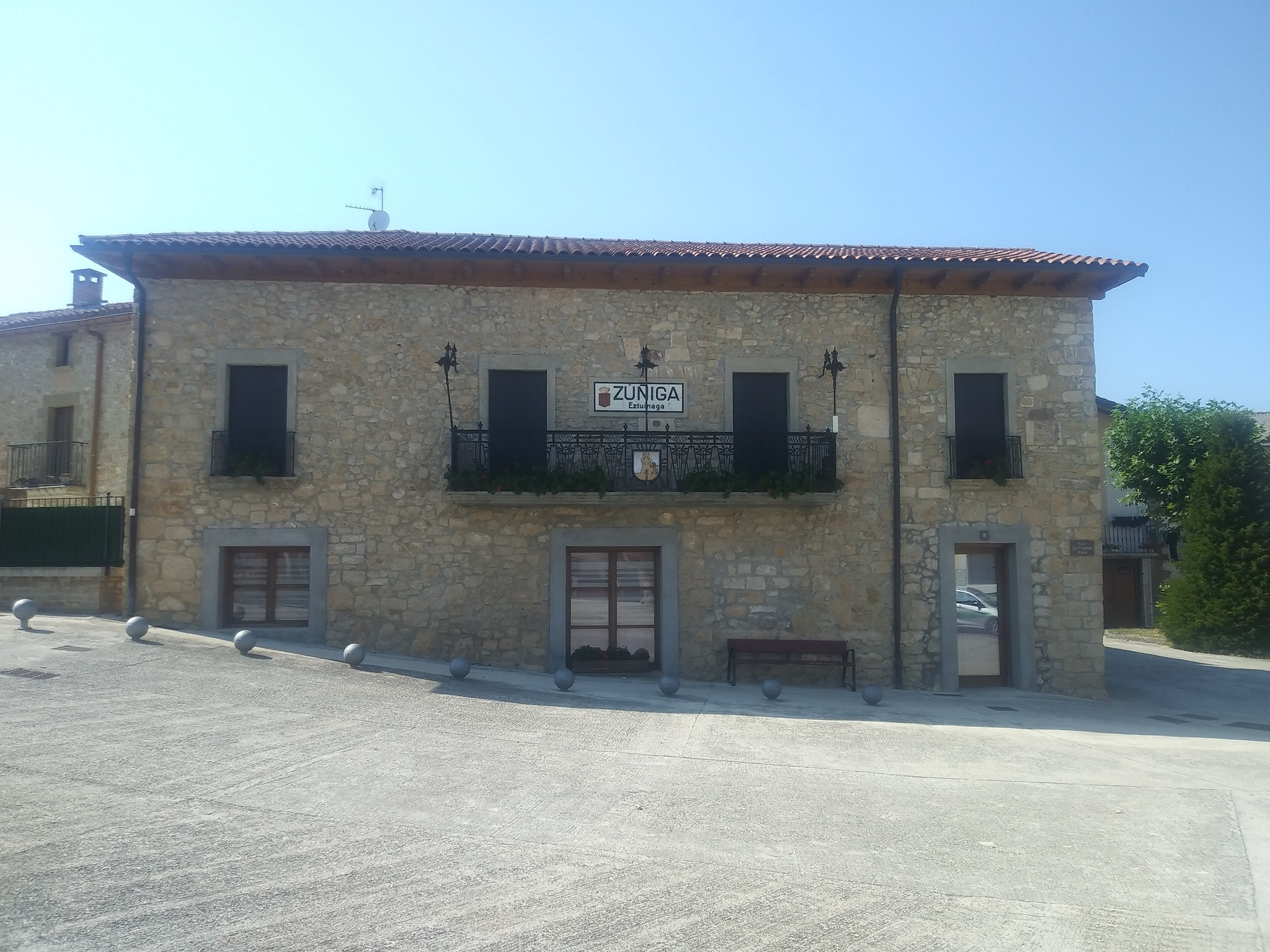
Rathaus

- Marienkirche
- Christuskapelle
- Rathaus